# 日本の企業一覧 (精密機器)
日本の企業一覧 (精密機器)（にほんのきぎょういちらん せいみつきき）は、「証券コード協議会」が定める業種区分に基づき「精密機器」とされる日本の企業の一覧。

## ア
- IMV（東証スタンダード・7760）
- 愛知時計電機（東証プライム・7723）
- 朝日インテック（東証プライム・7747）
- アズビル金門
- イシダ
- インターアクション（東証プライム・7725）
- A&Dホロンホールディングス（東証プライム・7745）
  - エー・アンド・デイ
  - ホロン（JASDAQ・7748）
- エルモ社（JASDAQ・7773）→テクノホライゾン
- 岡本硝子（東証スタンダード・7746）
- オーバル（東証スタンダード・7727）
- オリエント時計
- オリンパス（東証プライム・7733）

## カ
- 川澄化学工業（東証2・7703）
- 北里コーポレーション（東証プライム・368A）
- クボテック（東証スタンダード・7709）
- クリエートメディック（東証スタンダード・5187）
- 国際計測器（東証スタンダード・7722）
- コシナ
- 小林製作所

## サ
- サイバーダイン（東証グロース・7779）
- ジャパン・ティッシュエンジニアリング（東証グロース・7774）
- ジーエルテクノホールディングス（東証スタンダード・255A）
  - ジーエルサイエンス（東証スタンダード・7705）
- シード (レンズメーカー)（東証プライム・7743）
- ジェイ・エム・エス（東証スタンダード・7702）
- ジェコー（東証2・7768）
- シグマ光機（東証スタンダード・7713）
- シチズン時計（東証プライム・7762）（旧：シチズンホールディングス / シチズン時計）
  - シチズンファインデバイス（旧：シチズンファインテックミヨタ）
- ショットモリテックス → モリテックス
- 柴田科学
- 島津製作所（東証プライム・7701）
- 松風 (京都府)（東証プライム・7979）
- シンシア (医療機器メーカー)（東証スタンダード・7782）
- 助川電気工業（東証スタンダード・7711）
- 住田光学ガラス
- スリー・ディー・マトリックス（東証グロース・7777）
- セイコーグループ（東証プライム・8050）（旧：セイコーホールディングス ← セイコー ← 服部セイコー ← 服部時計店）
  - セイコーウオッチ
  - セイコータイムクリエーション（旧：セイコークロック）
  - セイコーインスツル（旧：セイコーインスツルメンツ ← セイコー電子工業 ← 第二精工舎）
- セコニック
- セルシード（東証グロース・7776）
- 泉工医科工業
- セントラルユニ（JASDAQ・7706）
- ソキア・トプコン（東証1・7720）（旧：ソキア）

## タ
- 大研医器（東証スタンダード・7775）
- 太陽技研 (群馬県)
- 太陽技研 (東京都)
- タムロン（東証プライム・7740）
- チノン
- Terra Drone（東証グロース・278A）
- テルモ（東証プライム・4543）
- 東京計器（東証プライム・7721）
- 東京衡機（東証スタンダード・7719）（旧：テークスグループ ← 東京衡機製造所）
- 東京精密（東証プライム・7729）
- トキメック → 東京計器
- トプコン（東証プライム・7732）

## ナ
- ナカニシ（東証スタンダード・7716）
- 長野計器（東証プライム・7715）
- ナノテックス（札証アンビシャス・7772）
- 並木精密宝石
- ニコン（東証プライム・7731）
- 日機装（東証プライム・6376）
- ニプロ（東証プライム・8086）
- 日本エム・ディ・エム （東証プライム・7600）
- 日本精密（東証スタンダード・7771）
- 日本電産コパル（東証1・7756）
- ノーリツ鋼機（東証プライム・7744）

## ハ
- パトライト
- 平山ホールディングス（東証スタンダード・7781）
- ブイ・テクノロジー（東証プライム・7717）
- フォトニクス→ゲートウェイ
- フジキン
- プレシジョン・システム・サイエンス（東証グロース・7707）
- ペンタックス（東証1・7750）→HOYA
- HOYA（東証プライム・7741）

## マ
- マニー（東証プライム・7730）
- ミニター
- ミヨタ → シチズンファインテックミヨタ → シチズンファインデバイス
- 明和eテック
- メディキット（東証スタンダード・7749）
- メニコン（東証プライム・7780）
- モリテックス（東証1・7714）

## ヤ
- 矢崎計器
- 矢崎総業
- ユニオンホールディングス（東証2・7736）
  - ユニオン光学（傘下会社）
- 吉川アールエフシステム
- 吉川工業アールエフセミコン

## ラ
- 理学電機工業
- リガク・ホールディングス（東証プライム・268A）
- 理研計器（東証プライム・7734）
- リコーエレメックス（東証2・7765）
- リズム (時計)（東証プライム・7769）（旧：リズム時計工業）
- Liberaware（東証グロース・218A）